# Degree Girl: OMG! Jams
Degree Girl: OMG! Jams corresponde al segundo EP de la cantante de estadounidense, Ashley Tisdale. Fue grabado en Los Ángeles, Estados Unidos durante abril y mayo de 2008 y fue lanzado durante el 1 de junio de 2008, como descarga limitada en los Estados Unidos.

## Información del EP
Este material comprende a una serie de nuevas versiones de canciones que fueron éxito durante la década de los 80 y 90, las cuales fueron grabadas por Tisdale con el fin de promocionar una campaña publicitara de Desodorantes en la que ella era el rostrooficial.
El EP se encuentra disponible solo para descarga limitada en el sitio web de la empresa Degree, en donde se puede obtener con solo ingresar el código impreso en los productos que están en el mercado. Tisdale dio un concierto privado para algunas fanáticas, las cuales ganaron un concurso auspiciado por el mismo producto, llamado igual que el EP Degree Girl: OMG! Jams.

## Lista de canciones
|   | Título                                          | Intérprete original | Duración |
| - | ----------------------------------------------- | ------------------- | -------- |
| 1 | Heaven Is A Place On Earth                      | Belinda Carlisle    | 03:16    |
| 2 | I Wanna Dance With Somebody                     | Whitney Houston     | 04:33    |
| 3 | Never Gonna Give You Up                         | Rick Astley         | 03:46    |
| 4 | Time After Time                                 | Cyndi Lauper        | 03:53    |
| 5 | Too Many Walls                                  | Cathy Dennis        | 04:31    |
| 6 | Someday My Prince Will Come (feat. Drew Seeley) | Adriana Caselotti   | 03:31    |